# Christian Poser
Christian Poser (Cottbus, 16 agosto 1986) è un bobbista tedesco, vincitore di un titolo mondiale nel bob a quattro a Schönau am Königssee 2011.
Dall'estate del 2014 è coniugato con la bobbista statunitense Jamie Greubel-Poser..

## Biografia
Compete dal 2008 come frenatore per la nazionale tedesca. Nelle categorie giovanili ottenne come miglior risultato il 4º posto ai mondiali juniores di Park City 2011, spingendo il bob a quattro pilotato da Manuel Machata.
Esordì in coppa del mondo nella stagione 2010/11, il 28 novembre 2010 a Whistler, dove ottenne anche il suo primo podio (3º nel bob a quattro); conquistò la sua prima vittoria nel week-en di gare successivo, il 5 dicembre a Calgary, sempre nel bob a quattro e con Machata alla guida.
Prese parte a due edizioni dei Giochi olimpici invernali: a Soči 2014 si piazzò al quinto posto nel bob a quattro con Thomas Florschütz alla guida mentre a Pyeongchang 2018 giunse ottavo nella gara a quattro con Johannes Lochner a pilotare la slitta.
Ai mondiali vanta un oro nel bob a quattro, vinto a Schönau am Königssee 2011, un argento e un bronzo mentre agli europei ha ottenuto un argento nel bob a due a Sankt Moritz 2016.

## Palmarès

### Mondiali
- 3 medaglie:
  - 1 oro (bob a quattro a Schönau am Königssee 2011);
  - 1 argento (bob a quattro a Winterberg 2015;
  - 1 bronzo (bob a quattro a Lake Placid 2012).

#### Europei
- 2 medaglie:
  - 1 argento (bob a due a Sankt Moritz 2016)
  - 1 bronzo (bob a quattro a La Plagne 2015).

### Coppa del Mondo
- 27 podi (5 nel bob a due e 22 nel bob a quattro);
  - 10 vittorie (2 nel bob a due e 8 nel bob a quattro);
  - 7 secondi posti (1 nel bob a due e 6 nel bob a quattro);
  - 10 terzi posti (2 nel bob a due e 8 nel bob a quattro).

#### Coppa del Mondo - vittorie
| Data             | Luogo        | Paese       | Disciplina                                                                |
| ---------------- | ------------ | ----------- | ------------------------------------------------------------------------- |
| 5 dicembre 2010  | Calgary      | Canada      | a quattro con Manuel Machata (pilota), Andreas Bredau e Michail Makarow   |
| 16 gennaio 2011  | Igls         | Austria     | a quattro con Manuel Machata (pilota), Andreas Bredau e Richard Adjei     |
| 11 dicembre 2011 | La Plagne    | Francia     | a quattro con Manuel Machata (pilota), Florian Becke e Andreas Bredau     |
| 12 febbraio 2012 | Calgary      | Canada      | a quattro con Manuel Machata (pilota), Marko Hübenbecker e Andreas Bredau |
| 11 gennaio 2015  | Altenberg    | Germania    | a quattro con Nico Walther (pilota), Andreas Bredau e Marko Hübenbecker   |
| 17 gennaio 2016  | Altenberg    | Germania    | a quattro con Nico Walther (pilota), Marko Hübenbecker ed Eric Franke     |
| 9 novembre 2017  | Lake Placid  | Stati Uniti | a due con Nico Walther (pilota)                                           |
| 17 novembre 2017 | Park City    | Stati Uniti | a quattro con Nico Walther (pilota), Kevin Kuske ed Eric Franke           |
| 7 gennaio 2018   | Altenberg    | Germania    | a quattro con Nico Walther (pilota), Kevin Kuske ed Eric Franke           |
| 13 gennaio 2018  | Sankt Moritz | Svizzera    | a due con Nico Walther (pilota)                                           |